# لويس دافنبورت
لويس دافنبورت (بالإنجليزية: Louis Davenport)‏ هو شخصية أعمال أمريكي، ولد في 1869 في نبراسكا في الولايات المتحدة، وتوفي في 28 يوليو 1951 في سبوكين في الولايات المتحدة.